# Don't Be Sad
Don't Be Sad è un singolo della cantante canadese Tate McRae, pubblicato il 20 agosto 2020.

## Tracce
1. Don't Be Sad – 2:25